# Pyrgacris relictus
Pyrgacris relictus is een rechtvleugelig insect uit de familie Pyrgacrididae. De wetenschappelijke naam van deze soort is voor het eerst geldig gepubliceerd in 1968 door Descamps.
1. ↑  (en) Pyrgacris relictus op de IUCN Red List of Threatened Species.